# Olympiske Orden
Den olympiske orden er en udmærkelse som tildeles af den Internationale Olympiske Komité. Den er den højeste udmærkelse indenfor den olympiske bevægelse. Ordenen indstiftedes i maj 1975, og tildeles for fortjenstfuld indsats for idræt eller for den olympiske sag og kan tildeles både personer, som selv har været aktive og andre som arbejder med sport. Udnævnelser af ordenen sker gennem nominationer til Det Olympiske Ordensråd og efter beslutning af eksekutivkomitéen i IOK.

## Insignier
Ordenstegnet for den olympiske orden består af en kæde til at bære om halsen. Kæden har de olympiske ringe foran med olivengrene på siderne.

## Klasser
Den olympiske orden tildeles i to klasser: Guld og sølv. Tidligere fandtes der også en tredje klasse, bronze, men denne er ikke tildelt efter 1984.

## Tildeling
Den olympiske orden tildeles fremtrædende idrætsmænd og idrætskvinder, statsoverhoveder og idrætsledere. Ved afslutning af de olympiske lege er det sædvane at arrangementskomitéens leder tildeles ordenen i guld, mens øvrige medlemmer får ordenen tildelt i sølv.
| Olympiske Lege | Spire Denne artikel om Olympiske Lege er en spire som bør udbygges. Du er velkommen til at hjælpe Wikipedia ved at udvide den. |